# Underwood-Petersville (Alabama)
Underwood-Petersville é uma Região censo-designada localizada no estado americano de Alabama, no Condado de Lauderdale.

## Demografia
Segundo o censo americano de 2000, a sua população era de 3137 habitantes.

## Geografia
De acordo com o United States Census Bureau, a localidade tem uma área de 15,6 km², sem área coberta por água.

## Localidades na vizinhança
O diagrama seguinte representa as localidades num raio de 16 km ao redor de Underwood-Petersville.